# 伍家岗街道
伍家岗街道，是中华人民共和国湖北省宜昌市伍家岗区下辖的一个乡级行政单位，位于宜昌市东大门，东起龙盘湖，西至王家河加油站，南临长江，北至焦化煤气与伍家乡交汇，面积13.65平方千米，常住人口13000多户54000多人。伍家岗街办是伍家岗区委、区政府所在地，毗邻交通枢纽——宜昌东站，坐拥五一广场。

## 行政区划
伍家岗街道辖以下地区：
王家河社区、白沙脑社区、白马山社区、花艳社区、小洋坝社区、伍临路社区、伍家岗社区、沈家店社区、李家湖社区、龙盘湖社区、临江溪社区、八一路社区和桔城路社区。